# Predjamský hrad
Predjamský hrad (slovinsky Grad Predjama, německy Höhlenburg Predjama) se nachází v jihozápadní části Slovinska v obci Predjama, devět kilometrů severozápadně od města Postojna a čtyřicet kilometrů jihozápadně od Lublani, poblíž dálnice A1.

## Historie
První písemná zmínka o gotickém hradu, tehdy nazvaném Luegg, pochází z roku 1274. Hrad byl ve skále vybudován ve 12. století z popudu aquilejského patriarchy. Poloha hradu jej činila téměř nedobytným. Až v 15. století byl dobyt loupežným rytířem Erasmem Jamským, spojencem Matyáše Korvína. Název hradu se změnil na Predjamski grad. Roku 1484 byl po více než ročním obléhání Erasmus zabit a hrad se stal majetkem rodů Oberrugů. V roce 1511, za majitelů rodu Purgstallů byla vnější část hradu poničena zemětřesením.
V roce 1567 arcivévoda Karel II. Štýrský hrad pronajal baronu Hansu Cobenzlovi, který si jej o dvacet let později odkoupil. Roku 1570 prošel rozsáhlou renesanční přestavbou, kdy byl přistavěn vnější palác a tato podoba se z větší části dochovala do současnosti. V roce 1810 stavbu zdědil hrabě Michael Coronini-Cronberg a v letech 1846–1945 patřil hrad do vlastnictví rodu Windischgrätz. Po druhé světové válce byl znárodněn a ve vlastnictví státu je dodnes.

## Popis
Hrad byl postaven na konci údolí, kde se potok Lokva noří pod 123 metrů vysokou skálu. Stojí pod velkým převisem této skály u vstupu do jeskynního systému a tato poloha mu dala také jméno (jama – jeskyně, tedy hrad před jeskyní). Jeskynní systém (Predjamski Jamski sistem) je druhý nejrozsáhlejší ve Slovinsku a doposud bylo prozkoumáno 13 km. Archeologické nálezy z padesátých let 20. století ukazují na obydlenost jeskyně v paleolitu.
Skládá se ze dvou částí. Vnější část hradu se nachází v tzv. předjeskynní oblasti. Druhá část je vytesána do skály. Tyto dva objekty jsou jen odděleny jakousi kulisou, za níž se nachází hradní dvůr, jehož návštěva v každém ještě více umocní pocit majestátnosti. Na hradě je kromě expozice vstupní věž s palácem, jež je s již zmíněným dvorem spojena pouze systémem mostů a lávek. Dále se zde nachází nově vzniklé muzeum s rozsáhlou expozicí, hradní kaple a tzv. Jama pod gradom (jeskyni pod hradem), která se nachází mezi hradem a propadáním řeky Lokve. V jeskyni s krápníkovou výzdobou je několik nápisů z konce 16. století. Jeskynní systém je tvořen většinou úzkými chodbami propojenými žebříky a lávkami. Sedm set metrů je zpřístupněno turistům.